# Radio Encuentro - Radio Cadena de Vida
Radio Encuentro - radio Encuentro se creo en 2001 Y También se creo en España era muy popular bueno es

RADIO ENCUENTRO

## Historia
Con las primeras emisiones en prueba y a partir de junio del año 2002 se inicia la emisión regular con una parrilla de programación estructurada. Posteriormente en el verano del 2003 comenzó a emitir 24 horas vía Internet.
Fue fundada por Jose Pablo Sánchez con la visión de crear una emisora de radio que fuera culturalmente relevante para el contexto español y europeo, como un proyecto unido de las iglesias evangélicas bajo la dirección de Fernando Díaz Sarmiento y el apoyo de HCJB. Así se inició dentro del Consejo Evangélico de la Comunidad de Madrid y posteriormente se extendió con su señal al iniciar nuevas emisoras en el resto de España y ayudar a otras ya existentes.
Desde el 2009 realiza su función desde Canal de Vida, comisión de producciones audiovisuales de la Federación de Entidades Religiosas Evangélicas de España (FEREDE) y desde esta plataforma, a partir del otoño del 2011, con una experiencia radial de más de 10 años, inicia una nueva etapa con Radio Trans Mundial en España.
Los programas que produce se emiten en más de 100 frecuencias de emisoras españolas como Onda Paz, Dynamis Radio, Radio Solidaria, Radio Televisión Cristiana o Radio Intereconomía

## Canal de Vida
Canal de Vida es la Comisión de Producciones Audiovisuales de la Federación de Iglesias Evangélicas de España (FEREDE).  En la actualidad, esta comisión gestiona el programa de televisión  "Buenas Noticias TV" en TVE, el programa de radio "Mundo Protestante" en RNE y la emisora de radio "Radio Encuentro-Radio Cadena de Vida". Sus funciones son:
1) Dirigir o supervisar la producción de programas religiosos y/o de valores cristianos ofrecidos en nombre de las Iglesias Evangélicas de España en Radio Televisión Española u otras emisoras de ámbito estatal que concedan espacios o programas a FEREDE. 
2) La producción de programas u otros productos audiovisuales de contenido religioso, cultural o social relacionados con las Iglesias Evangélicas o que difundan los valores cristianos y/o promocionen la buena imagen de la FEREDE y las Iglesias o entidades que la integran. 
3) Mantener un archivo de toda la producción que se realice. 
La Junta de Canal de Vida la componen los representantes de las denominaciones de FEREDE que asumen la responsabilidad y deciden integrarse.
PRESIDENTE: Jorge Fernández (FEREDE)
SECRETARIO: Raúl Wals (FADE)
VOCALES: Antonio Ruíz (A. HERMANOS); Carlos López (IERE); José Luis Briones (UEBE); Dámaris Ruíz (IEE); David Casado (FIEIDE)
Colabora activamente con Trans World Radio (TWR) (RADIO, es una distribuidora multinacional de medios cristianos evangélicos. La organización de medios cristianos más grande del mundo) y Enlace TV (TELEVISIÓN, Enlace TV es un canal de televisión Evangélico Carismático Multidenominacional de origen hispanoamericano-estadounidense)

## Iglesias que participan de este medio
- Actúa como el canal de TV oficial de Federación de Entidades Religiosas Evangélicas de España y Alianza Evangélica Española; entre otras iglesias participan:
  - Asamblea Cristiana
  - Asambleas de Dios de España
  - Asambleas de Hermanos
  - Federación de Iglesias de Dios de España (FIDE)
  - Federación de Iglesias Evangélicas Independientes de España (FIEIDE)
  - Federación de Iglesias Evangélicas Pentecostales de España (FIEPE)
    - Iglesia evangélica Filadelfia

  - Fraternidad Pentecostal y Carismática de España
    - Iglesia Cuerpo de Cristo

  - Iglesia Evangélica Española (IEE) (Es una Iglesia protestante formada por la unión de comunidades presbiterianas, congregacionalistas, metodistas, luteranas y valdense.[3])
  - Iglesia del Evangelio Cuadrangular
  - Iglesias Buenas Noticias
  - Iglesias de Cristo
  - Iglesias de la Biblia Abierta (es una federación de Iglesias Evangélicas Pentecostales, llamadas a ser un órgano vital en el Cuerpo de Cristo)
  - Reconcíliate con Dios
  - Unión Evangélica Bautista de España (UEBE)
  - Etcétera

## Medios afines
- Su versión de televisión en España es una cadena de TV llamada TBN España que actúa como el canal de TV oficial de Federación de Entidades Religiosas Evangélicas de España, Alianza Evangélica Española y Iglesia evangélica española.
  - Este canal emite casi todo el día programación proveniente de Enlace TV, a unas horas emite programación propia, toda de carácter cristiano protestante.
- Su versión en prensa es: Actualidad Evangélica.